# Daylight Dies
Daylight Dies – zespół grający melodyjny death metal/doom metal, pochodzący z Raleigh w Karolinie Południowej (USA). Stylistycznie muzyka zespołu przypomina dokonania zespołu szwedzkiego Katatonia, z którym w 2003 roku Daylight Dies odbyło trasę po Europie Zachodniej.

## Historia
Powstały z inicjatywy Barre Gamblinga oraz Jesse Haffa w 1996 r., Daylight Dies był jednym z pierwszych amerykańskich zespołów o charakterystycznym brzmieniu skandynawskich zespołów metalowych. Większego rozgłosu doświadczył wraz z ukazaniem się pierwszego dema Idle, wydanego w 2000 r. nakładem Tribunal Records.
W 2001 r. do zespołu dołączył basista Egan O’Rouke. Po zmianie wydawcy na Relapse Records w 2002 r. ukazał się album No Reply, po którym zespół ruszył w trasę promocyjną z zespołem Katatonia obejemująca Wielką Brytanię, Irlandię, Belgię oraz Holandię oraz z Lacuna Coil w USA i Kanadzie. Po trasie, miejsce wokalisty opuścił Guthrie Iddings, zastąpiony przez Nathana Ellisa, a Charley Shackelford dołączył do zespołu w roli drugiego gitarzysty. Z końcem 2005 r. zespół podpisał kontrakt z Candlelight Records. Ich drugi album Dismantling Devotion ukazał się w marcu 2006 r.

## Obecny skład
- Nathan Ellis – wokal
- Barre Gambling – gitara elektryczna i gitara akustyczna
- Charley Shackelford – gitara elektryczna
- Egan O’Rourke – gitara basowa oraz czysty wokal
- Jesse Haff – perkusja

## Dyskografia

### Dema
- The Long Forgotten Demo (1999)
- Idle (2000, Tribunal Records)

### Albumy studyjne
- No Reply (2002, Relapse Records)
- Live at the Contamination Festival (2005, Relapse Records)
- Dismantling Devotion (2006, Candlelight Records)
- Lost to the Living (2008, Candlelight Records)
- A Frail Becoming (2012, Candlelight Records)